# Willa przy ulicy Czarnowiejskiej 1 w Krakowie
Willa przy ulicy Czarnowiejskiej 1 – zabytkowa willa znajdująca się w Krakowie, w dzielnicy I przy ul. Czarnowiejskiej, na rogu z ul. P. Michałowskiego 18, na Piasku.
Budynek został wzniesiony około 1880 roku. W latach 1927–1930 willa została przebudowana. W latach 1983–1985 dokonano remontu budynku.
12 maja 1997 willa została wpisana do rejestru zabytków. Budynek znajduje się także w gminnej ewidencji zabytków.